# Joy Lofthouse
Joy Lofthouse, nata Joyce Gough (Cirencester, 14 febbraio 1923 – 15 novembre 2017) è stata un'aviatrice e insegnante britannica; si unì a Air Transport Auxillary (ATA) nel dicembre 1943 e pilotò Spitfire e bombardieri e fu una delle 168 "Attagirls" che prestarono servizio durante la Seconda guerra mondiale.

## Biografia
Suo padre era un calciatore professionista, che in seguito divenne parrucchiere, e sua madre era una sarta. Crebbe in South Cerney, in Gloucestershire. Frequentò la Cirencester Grammar School e lavoro come cassiera alla Lloyds Bank. Con la sorella Yvonne nel '43 aderì all'ATA, dove entrambe furono ammesse su 2.000 domande e addestrate come piloti. Yvonne fece domanda in parte come risposta alla morte del marito mentre prestava servizio nel Bomber Command e desiderava dare un contributo allo sforzo bellico della Gran Bretagna. Entrambe trasportarono aerei dalle fabbriche agli squadroni operativi nella Royal Air Force.
Dopo la guerra, Joy sposò Jiri Hartman, un ex pilota di caccia ceco e crebbe tre figli. Divorziò nel 1966. Due anni dopo, mentre si stava formando per diventare insegnante a Portsmouth, incontrò Charles Lofthouse, un ex pilota della Royal Air Force (RAF), che era stato detenuto nel campo di prigionia Stalag Luft III, nell'odierna Polonia, dove aveva lavorato ai preparativi per la Grande Fuga del 1944. Si sposarono nel 1971, quando lui era preside e lei insegnava a bambini con bisogni speciali. Rimasero insieme per 30 anni fino alla morte di Charles nel 2002, all'età di 80 anni.
Fu una sostenitrice dell'ente benefico Fly2Help, che incoraggia i giovani a iniziare a volare.

## Carriera
Il ramo femminile dell'ATA fu formato il 1º gennaio 1940 su richiesta di Pauline Gower e il servizio consegnò circa 300.000 velivoli nel corso della guerra e ottenne anche la parità di retribuzione con i colleghi maschi. Il primo volo di Joy da solista fu su un Miles Magister, un monoplano aperto ad ala bassa. Dopo la qualifica, ottenne un incarico a Hamble, vicino a Southampton, nel 1944. Il suo lavoro iniziale si concentrò sulla consegna di biplani Magister e Tiger Moth alle scuole di volo. Joy imparò a pilotare 18 tipi di velivoli, tra cui Hawker Tempest V, North American Mustang e Supermarine Spitfire, ma ebbe una particolare affinità per lo Spitfire che considerava "simile a far crescere le ali e a pilotare se stessi". Il suo servizio nell'ATA fu notevole poiché imparò a pilotare velivoli ad alte prestazioni partendo da zero e in tempi di addestramento ridotti. Gli aerei dovevano essere trasportati in qualsiasi condizione atmosferica e senza aiuti alla navigazione o radio, il che portò alla morte molti piloti ATA durante la guerra. Un pericolo era rappresentato anche dai palloni Barrage, riempiti di idrogeno, simili a dirigibili e sollevati a migliaia di metri di altezza e ancorati al suolo con cavi, disposti attorno alle aree considerate a rischio di attacco nemico, come aree industriali, porti e approdi. Nel 1946 E.C. Cheeseman scrisse Brief Glory: The Story of A.T.A., dove elencava a pagina 230: "Third Officer Gough, Joyce, Miss", ma i lavori per le donne pilota erano praticamente inesistenti, e lei dovette dedicarsi ad altro. Divenne insegnante. 

## Riconoscimenti
Nel 2008, Gordon Brown, in qualità di Primo Ministro, onorò tutti i piloti ATA con un distintivo commemorativo e Joy insieme a Yvonne partecipò all'airshow della Battaglia d'Inghilterra all'aeroporto di Cotswold l'anno successivo. 
Nel maggio 2015, La Boultbee Flight Academy fece volare Joy sul loro Spitfire a due posti, prendendone il controllo, all'aeroporto di Goodwood, 70 anni dopo il suo ultimo volo, per commemorare la giornata della vittoria in Europa, 8 maggio 1945.
A luglio 2016 divenne il centro dell'attenzione al torneo di tennis di Wimbledon dopo essere apparsa nel Royal Box e le sue gesta spiegate alla folla festante. 
Nel novembre 2016 fece una apparizione al Festival of Remembrance, tenutosi alla Royal Albert Hall.

## Video
(EN) Joy Lofthouse, ATA Pilot during World War II - Air Transport Auxiliary Spitfire Ladies, 6 febbraio 2014, su https://www.youtube.com/watch?v=erhkNjimwlM&t=85s.
(EN) Spitfire Sisters, women of the ATA, 31 agosto 2015, WWII addiction, su https://www.youtube.com/watch?v=M-xjUqiqVq0&t=5s.
(EN) 92-year-old WW2 veteran flies Spitfire again -  8 maggio 2015, BBC News, su https://www.youtube.com/watch?v=NvrlTzeFRKs&t=2s.
(EN) WWII hero Joy Lofthouse receives Centre Court ovation, 5 luglio 2016, Wimbledon, su https://www.youtube.com/watch?v=mV8ThX1aiZw.